# Cymonomus caecus
Cymonomus caecus is een krabbensoort uit de familie van de Cymonomidae. De wetenschappelijke naam van de soort is voor het eerst geldig gepubliceerd in 1940 door Chace.